# Hamarnea, Dunaiivți
Hamarnea (în ucraineană Гамарня) este un sat în comuna Moroziv din raionul Dunaiivți, regiunea Hmelnîțkîi, Ucraina.

## Demografie
Componența lingvistică a localității Hamarnea
     Ucraineană (100%)
Conform recensământului din 2001, toată populația localității Hamarnea era vorbitoare de ucraineană (100%).